# Tituly a vyznamenání Leopolda I. Belgického

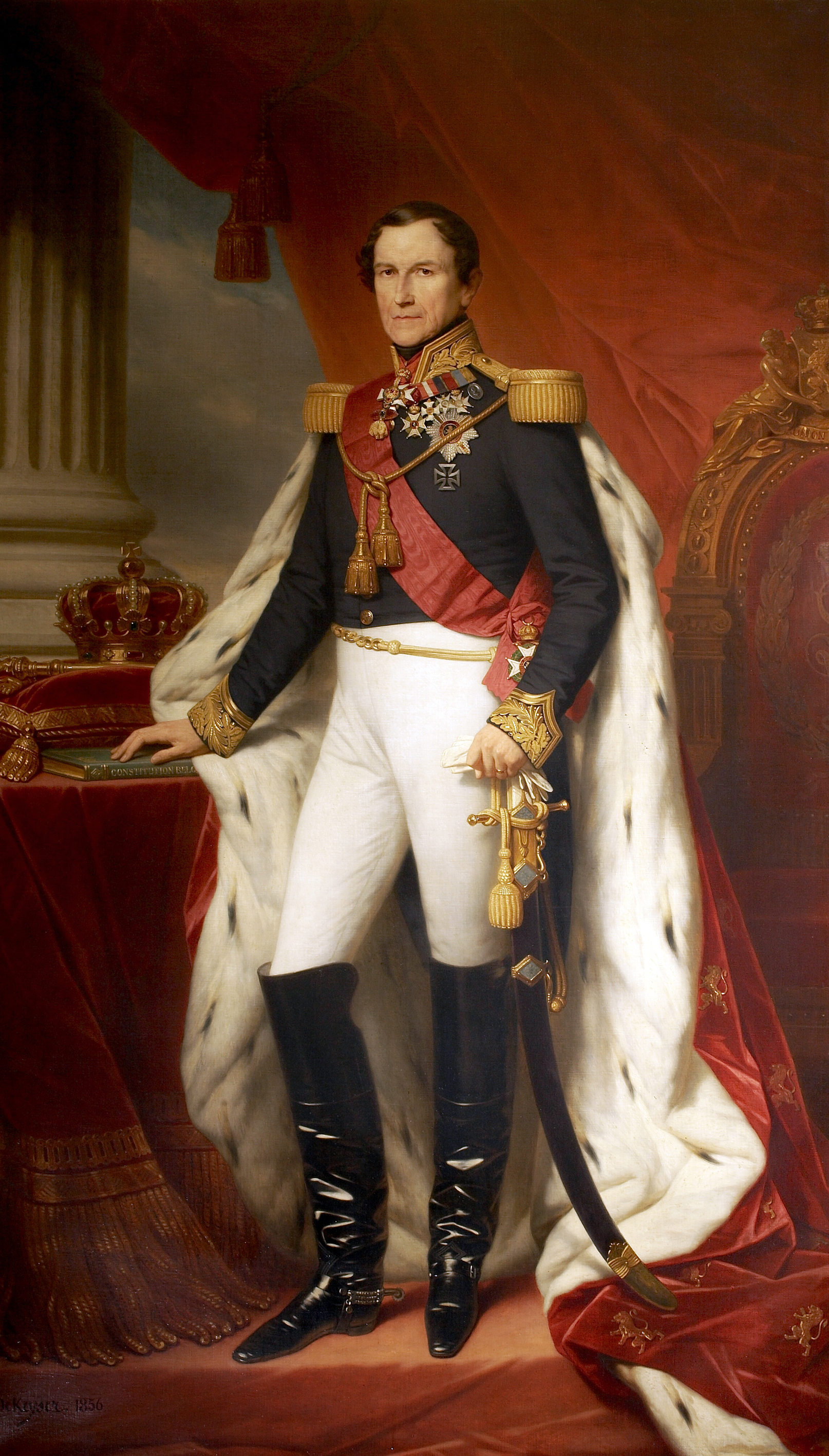
Leopold I. Belgický ve slavnostní uniformě s řadou vyznamenání

Erb Leopolda I. Belgického jakožto rytíře Řádu zlatého rouna

Leopold I. Belgický, celým jménem Leopold Jiří Kristián Frederik, během svého života obdržel řadu národních i zahraničních titulů a vyznamenání. Byl také zakladatelem a velmistrem Řádu Leopolda.

## Tituly
- 16. prosince 1790 – 6. dubna 1818: Jeho jasná Výsost princ Leopold Sasko-Kobursko-Saalfeldský, vévoda saský
- 6. dubna 1818 – 12. listopadu 1826: Jeho královský Výsost princ Leopold Sasko-Kobursko-Saalfeldský, vévoda saský
- 12. listopadu 1826 – 21. července 1831: Jeho královská Výsost princ Leopold Sasko-Kobursko-Gothajský, vévoda saský
- 21. července 1831 – 10. prosince 1865: Jeho Veličenstvo král Belgičanů

## Vyznamenání

### Belgická vyznamenání

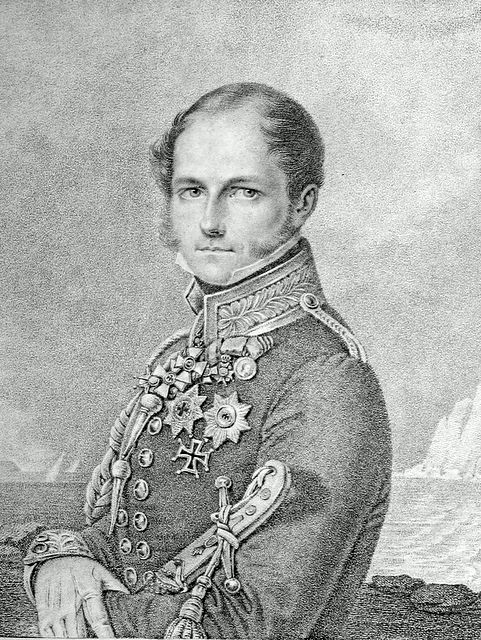
Leopold I. Belgický v uniformě s vyznamenáními

- velmistr a zakladatel Řádu Leopolda[1]

### Zahraniční vyznamenání
- Bavorské království
  -  velkokříž Řádu svatého Huberta
  -  komtur Vojenského řádu Maxe Josefa
  -  velkokříž Záslužného řádu bavorské koruny
- Brazilské císařství
  -  velkokříž Císařského řádu kříže
- Dánsko
  -  rytíř Řádu slona – 16. června 1846[2]
- Ernestinská vévodství
  -  velkokříž Vévodského sasko-ernestinského domácího řádu – 1833[3]
- Francie
  -  velkokříž Řádu čestné legie
- Hannoverské království
  -  velkokříž Řádu Guelfů – 22. března 1816[4]
  -  rytíř Řádu svatého Jiří – 1853[5]
- Hesenské kurfiřtství
  -  velkokříž Řádu zlatého lva – 15. dubna 1846[6]
- Hesenské velkovévodství
  -  velkokříž Řádu Ludvíkova – 15. října 1859[7]
- Druhé Mexické císařství
  -  velkokříž Císařského řádu Guadalupe
- Nizozemsko
  -  velkokříž Řádu nizozemského lva
- Království obojí Sicílie
  -  rytíř Řádu svatého Januaria[8]
  -  velkokříž Řádu svatého Ferdinanda a za zásluhy[8]
- Oldenburské velkovévodství
  -  velkokříž se zlatou korunou Domácího a záslužného řádu vévody Petra Fridricha Ludvíka – 13. března 1844[9]
- Persie
  -  Řád lva a slunce I. třídy
- Portugalské království
  -  velkokříž Řádu Kristova
  -  velkokříž Řádu věže a meče[10]
- Pruské království
  -  rytíř Řádu černé orlice
  -  velkokříž Řádu červené orlice
  - Chlumecký kříž – 1813
- Rakouské císařství
  -  rytíř Vojenského řádu Marie Terezie
  -  velkokříž Královského uherského řádu svatého Štěpána – 1849[11]
- Ruské impérium
  -  rytíř Řádu svatého Ondřeje
  -  rytíř Řádu svatého Alexandra Něvského
  -  rytíř I. třídy Řádu svaté Anny
  -  rytíř III. třídy Řádu svatého Jiří
- Řecko
  -  velkokříž Řádu Spasitele
- Sardinské království
  -  rytíř Řádu zvěstování – 30. září 1840[12]
- Saské království
  -  rytíř Řádu routové koruny – 1816[13]
- Spojené království
  -  rytíř Podvazkového řádu – 23. května 1816[4]
  -  čestný rytíř velkokříže Řádu lázně – 23. května 1816[14]
- Španělsko
  -  947. rytíř Řádu zlatého rouna – 1835[15]
- Švédsko-norská unie
  -  rytíř Řádu Serafínů – 30. října 1849[16]
- Toskánské velkovévodství
  -  velkokříž Řádu svatého Josefa